# جیانلوئیجی ریگونی
جیانلوئیجی ریگونی (انگلیسی: Gianluigi Rigoni؛ زادهٔ ۱۹ سپتامبر ۱۹۵۶) بازیکن فوتبال اهل ایتالیا است.
از باشگاه‌هایی که در آن بازی کرده‌است می‌توان به باشگاه فوتبال پادوا و باشگاه فوتبال ویچنزا اشاره کرد.